# Kōichi Hagiuda

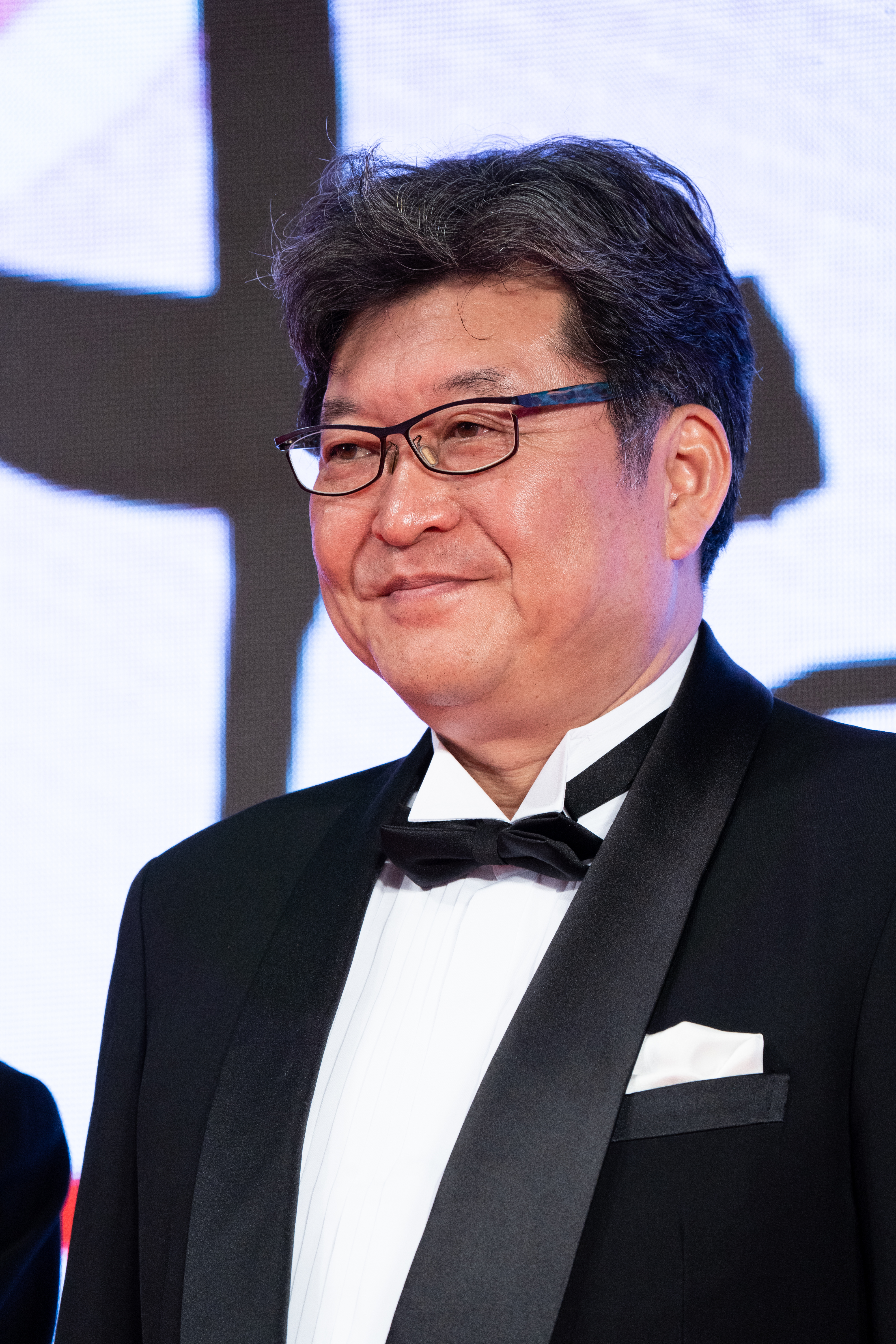
Kōichi Hagiuda auf dem Tokyo International Film Festival 2019

Kōichi Hagiuda (jap. 萩生田 光一 Hagiuda Kōichi; * 31. August 1963 in Hachiōji, Tokio) ist ein japanischer Politiker der Liberaldemokratischen Partei (darin zuletzt Abe-Faktion) und Abgeordneter im Shūgiin, dem Unterhaus des nationalen Parlaments, für den Wahlkreis Tokio 24. Er war von 2022 bis 2023 PARC-Vorsitzender der LDP, von 2021 bis 2022 Minister für Wirtschaft, Handel und Industrie (in Japan: Minister für Wirtschaft und Industrie) im ersten und zweiten Kabinett Kishida.

## Leben
Hagiuda wurde am 31. August 1963 in Hachiōji geboren und studierte bis 1987 an der handelswissenschaftlichen Fakultät der Meiji-Universität. Während seiner Studienzeit war er Sekretär eines LDP-Kommunalpolitikers und Mitglied der Junior Chamber International. 1991 trat er als LDP-Kandidat zur Wahl des Stadtrats von Hachiōji an und wurde anschließend drei Mal wiedergewählt. 2001 wurde er ins Präfekturparlament Tokio gewählt. Zur Unterhauswahl 2003 trat er im Wahlkreis Tokio 24, der nur aus (seit 2017: dem Großteil) der Stadt Hachiōji besteht, an und setzte sich knapp gegen den DPJ-Mandatsinhaber Yukihiko Akutsu und zwei weitere Kandidaten durch (Hagiuda 44,3 %; Akutsu 43,4 %). Akutsu konnte jedoch mit einer sekihairitsu („Verlustquote“) von 98,1 % über den Verhältniswahlblock Tokio dem Unterhaus weiterhin angehören. Erst 2005 wurde Hagiuda so deutlich wiedergewählt, dass Akutsu aus dem Parlament ausschied. Innerparteilich wurde Hagiuda 2007 zum stellvertretenden Generalsekretär (fuku-kanjichō) ernannt.
Seinen ersten Regierungsposten übte er von 2008 bis 2009 im umgebildeten Kabinett Fukuda sowie anschließend im Kabinett Asō als „parlamentarischer Staatssekretär“ im Ministerium für Bildung, Kultur, Sport, Wissenschaft und Technologie aus. Bei der für die LDP verheerenden Unterhauswahl 2009 verlor er den Wahlkreis an Akutsu (Akutsu 49,5 %; Hagiuda 40,5 %) und schied aus dem Unterhaus aus. Daraufhin war er bis zur Wahl 2012 als Gastprofessor an der Chiba Kagaku Daigaku (englisch Chiba Institute of Science) und kehrte im Dezember 2012 ins Parlament zurück. Er hatte sich bei der Wahl deutlich gegen seine vier Konkurrenten durchsetzen können (Hagiuda 44,2 %; Akutsu 22,1 %). Unter dem neuen Premierminister und LDP-Vorsitzenden Shinzō Abe wurde er in der LDP zum stellvertretenden Generalsekretär (hittō-fuku-kanjichō) und Sonderberater des Parteivorsitzenden ernannt. 2014 wurde er wiedergewählt und 2015 im zum ersten Mal umgebildeten dritten Kabinett Abe zum stellvertretenden Chefkabinettssekretär berufen. Bei der Kabinettsumbildung im August 2017 wechselte er zurück in die Partei und wurde abermals stellvertretender Generalsekretär (kanjichō-daikō). Bei den Wahlen 2017 und 2021 wurde er wiedergewählt.
Premierminister Shinzō Abe ernannte Hagiuda im September 2019 zum Minister für Bildung, Kultur, Sport, Wissenschaft und Technologie im zum zweiten Mal umgebildeten vierten Kabinett Abe. Im Kabinett Suga blieb er in dieser Position. Von Oktober 2021 bis zur ersten Umbildung des zweiten Kabinetts Kishida war er Wirtschaftsminister. Anschließend berief ihn Kishida zum Vorsitzenden des Politikforschungsrates und damit auf eines der traditionell wichtigsten „drei Parteiämter“ hinter dem Parteivorsitzenden. Im Dezember 2023 trat er wie zuvor bereits alle Minister und die meisten Staatssekretäre der Abe-Faktion im Skandal um schwarze Kassen aus Kickbacks von Faktionsparties zurück und wurde durch Kisaburō Tokai (ohne Faktion, ehemals Ishihara-Faktion) ersetzt. Die Bezirksstaatsanwaltschaft Tokio befragte Hagiuda als eine von fünf zentralen Figuren der Abe-Faktion in dem Skandal. Bei der Shūgiin-Wahl 2024 musste Hagiuda ohne nationale LDP-Nominierung antreten, verteidigte Tokio 24 aber gegen den ehemaligen Sangiin-Abgeordneten Yoshifu Arita (KDP). Anschließend kehrte er noch vor der ersten Sitzung in die LDP-Fraktion zurück.